# Ruta 741 (Costa Rica)
La Ruta 741, oficialmente Ruta Nacional Terciaria 741, es una ruta nacional de Costa Rica ubicada en la provincia de Alajuela.

## Descripción
En la provincia de Alajuela, la ruta atraviesa el cantón de Zarcero (los distritos de Zarcero, Palmira), el cantón de Sarchí (el distrito de Toro Amarillo).